# ジャン・フランソワ＝ポンセ
ジャン・フランソワ＝ポンセ（フランス語：Jean François-Poncet、1928年12月8日 - 2012年7月18日）は、フランスの政治家。外務大臣、元老院議員などを歴任した。

## 生涯
1928年12月8日にパリに誕生する。1948年にタフツ大学のフレッチャースクールで学位を得ている。1978年11月から1981年5月まで外務大臣を務め、その後は1983年9月から元老院議員となっている。
2012年7月18日にパリ市内のヴァルドグラース軍病院で死去した。83歳であった。